# Ingvar Oremark
Olov Ingvar Oremark, född 23 september 1919 i Söderhamn, död där 30 juli 2011, var en svensk direktör och den förste ordföranden i föreningen Söderhamns-andan.
Oremark, som var son till faktor Emil Andersson, var ursprungligen från Åsbacka vid Sandarne. Han avlade realexamen 1935. Han blev därefter kontorist vid AB Naftasyndikat, anställdes vid Bergvik och Ala AB 1937, där han blev direktionssekreterare 1951, intendent 1961 och personaldirektör 1967. Efter att bolaget 1975 köpts av Stora Kopparbergs Bergslags AB var han verksam i Falun.
Efter pensioneringen 1984 återvände Oremark till hemstaden, där han blev den förste ordföranden i den samma år bildade föreningen Söderhamns-andan. Föreningen tillkom med syfte att försöka blåsa nytt liv i kommunen, som i industrikrisens spår präglades av håglöshet och uppgivenhet. Man ville således "tala gott om Söderhamn, göra gott för Söderhamn, vara påhittig för Söderhamn och ge tips åt Söderhamn". Ett viktigt inslag blev arrangerandet av återvändardagarna, vilka hade premiär 1985. På grund av sitt engagemang kom han allmänt att av kommuninvånarna kallas "Herr Söderhamn". 
Till detta bidrog även Oremarks omfattande föreläsningsverksamhet om Söderhamn och särskilt stadens industrihistoria. Han deltog även i skapandet av Bergviks industrimuseum. Hälsinge Akademi hedersbelönade honom 1997 med medalj och diplom för hans insatser som industri- och lokalhistoriker. 